# Лев Шчерба
Лев Владимирович Шчерба (3 март 1880, Санкт Петербург - 26 декември 1944, Москва) e руски езиковед, академик на Академията на науките на СССР (1943). Специалист по експериментална фонетика и фонология.

## Творчество
- „Руските гласни в качествено и количествено отношение“ – съчинение – 1912 г.
- „За частите на речта в руския език“ – съчинение – 1928 г. и др.